# Aeolochroma saturataria
Aeolochroma saturataria är en fjärilsart som beskrevs av Walker 1866. Aeolochroma saturataria ingår i släktet Aeolochroma och familjen mätare. Inga underarter finns listade i Catalogue of Life.